# Arrondissement Clermont-Ferrand
Clermont-Ferrand is een arrondissement van het Franse departement Puy-de-Dôme in de regio Auvergne-Rhône-Alpes. De onderprefectuur is Clermont-Ferrand.

## Kantons
Het arrondissement was tot 2014 samengesteld uit de volgende kantons:
- Kanton Aubière
- Kanton Beaumont
- Kanton Billom
- Kanton Bourg-Lastic
- Kanton Chamalières
- Kanton Clermont-Ferrand-Centre
- Kanton Clermont-Ferrand-Est
- Kanton Clermont-Ferrand-Nord
- Kanton Clermont-Ferrand-Nord-Ouest
- Kanton Clermont-Ferrand-Ouest
- Kanton Clermont-Ferrand-Sud
- Kanton Clermont-Ferrand-Sud-Est
- Kanton Clermont-Ferrand-Sud-Ouest
- Kanton Cournon-d'Auvergne
- Kanton Gerzat
- Kanton Herment
- Kanton Montferrand
- Kanton Pont-du-Château
- Kanton Rochefort-Montagne
- Kanton Royat
- Kanton Saint-Amant-Tallende
- Kanton Saint-Dier-d'Auvergne
- Kanton Vertaizon
- Kanton Veyre-Monton
- Kanton Vic-le-Comte

De 8 kantons van Clermont-Ferrand omvatten uitsluitend de gelijknamige gemeenten van Clermont-Ferrand.
Na de herindeling van de kantons bij decreet van 21 februari 2014, met uitwerking op 22 maart 2015, zijn dat : 
- Kanton Aigueperse ( deel 2/24 )
- Kanton Aubière
- Kanton Beaumont
- Kanton Billom
- Kanton Cébazat
- Kanton Chamalières
- Kanton Clermont-Ferrand-1
- Kanton Clermont-Ferrand-2
- Kanton Clermont-Ferrand-3
- Kanton Clermont-Ferrand-4
- Kanton Clermont-Ferrand-5
- Kanton Clermont-Ferrand-6
- Kanton Cournon-d'Auvergne
- Kanton Gerzat   ( deel 3/4 )
- Kanton Lezoux   ( deel 3/14 )
- Kanton Les Martres-de-Veyre
- Kanton Les Monts du Livradois   ( deel 4/38 )
- Kanton Orcines
- Kanton Pont-du-Château
- Kanton Saint-Ours     ( deel 13/40 )
- Kanton Le Sancy     ( deel 3/43 )
- Kanton Vic-le-Comte    ( deel 14/19 )